# Palermo Shooting
Palermo Shooting é um filme teuto-ítalo-francês de 2008 escrito e dirigido pelo diretor alemão Wim Wenders, e estrelando Campino, Dennis Hopper, Giovanna Mezzogiorno, Lou Reed. O filme foi lançado na Alemanha em 20 de novembro de 2008. 
O filme apresenta a história de um fotógrafo alemão, representado por Campino, cantor da banda punk alemã Die Toten Hosen. Visita a cidade de Palermo na Itália, e lá, tem breves encontros com A Morte, representada pelo ator Dennis Hopper, o que o leva a sérias reflexões. Se apaixona por Flávia uma restauradora de arte, interpretada pela atriz Giovanna Mezzogiorno, e acaba ficando pela cidade.